# God Save Me, But Don't Drown Me Out
God Save Me But Don't Drown Me Out è un singolo del cantante britannico Yungblud, pubblicato il 17 settembre 2020.

## Tracce
1. God Save Me But Don't Drown Me Out – 3:37